# 獵犬

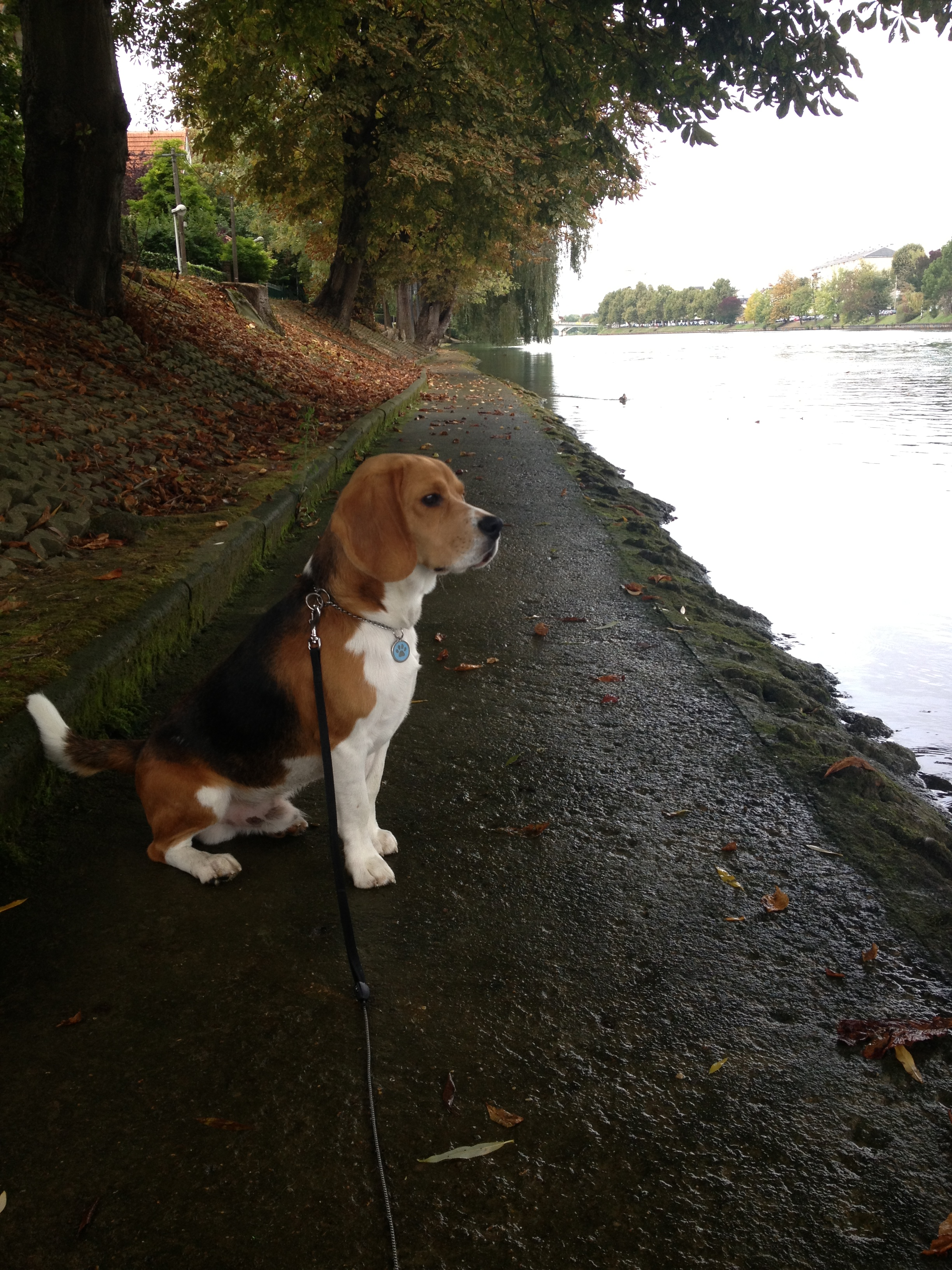
一隻小型獵犬。

獵犬是指一種協助獵人跟踪或追逐獵物的狗。獵犬通常透過其靈敏的視覺或嗅覺進行任務。常見的獵犬種類包括格雷伊獵犬、薩路基獵犬、拉不拉多犬、黃金獵犬、惠比特犬等。